# Carie (pathologie végétale)
Pour les articles homonymes, voir Carie.
En pathologie végétale, on appelle « carie » diverses maladies fongiques (causées par des champignons). C'est un symptôme qui est dû à des attaques d'espèces pouvant appartenir à des groupes très différents. L'intérieur de l'organe attaqué est gâté et transformé en une masse pulvérulente, d'où l'analogie avec une carie dentaire. Les symptômes où l'organe attaqué est complètement remplacé par une masse pulvérulente sont regroupés sous le terme de charbon.
Parmi les caries on trouve notamment :

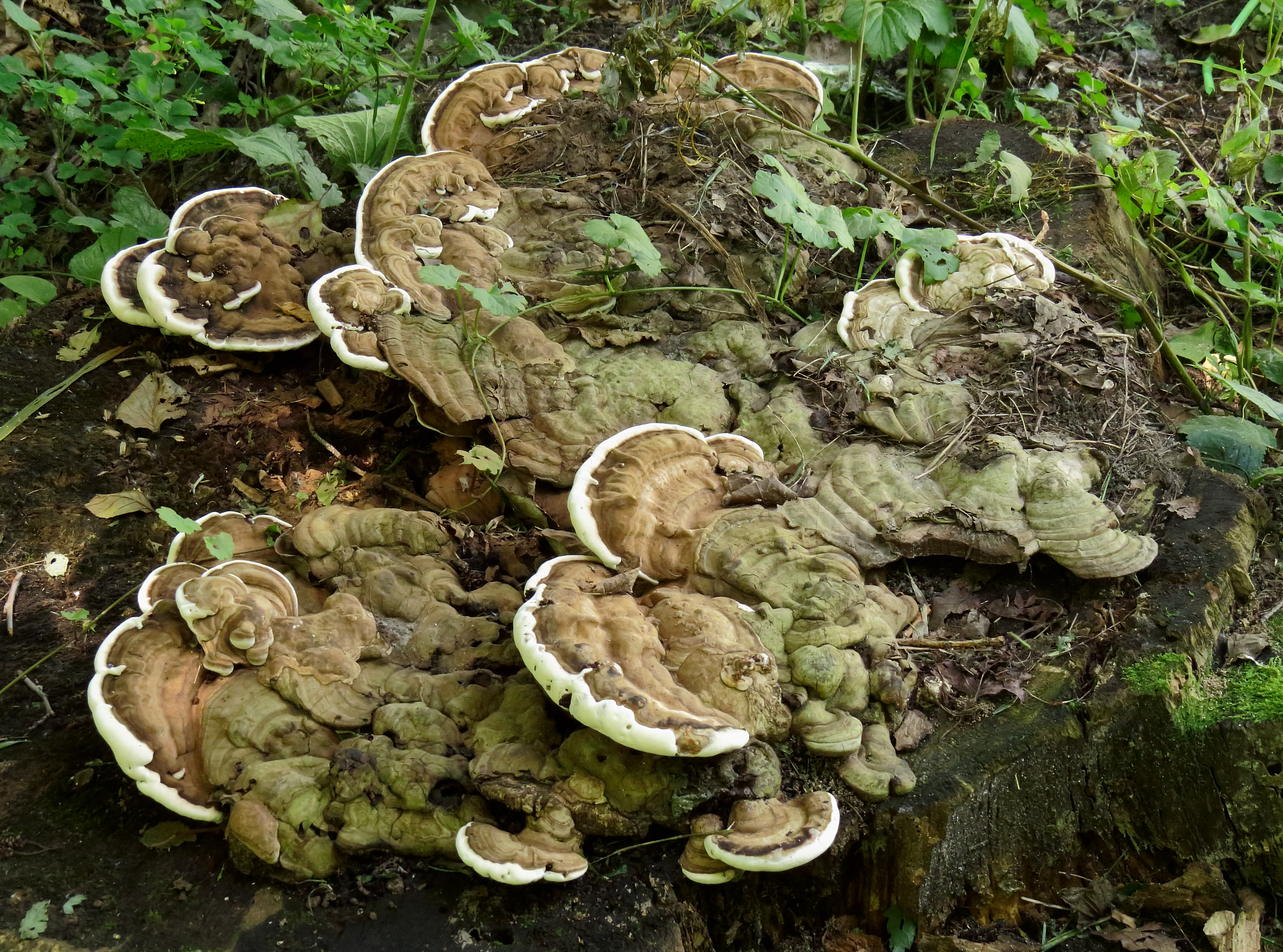
Carie blanche madrée (Ganoderma applanatum).

- les caries du tronc des arbres, dues le plus souvent à diverses espèces de Polyporales :
  - carie blanche due à Polyporus borealis
  - carie blanche de l'hévéa, causée par Rigidoporus lignosus ;
  - carie blanche du cacaoyer, causée par Rigidoporus lignosus ;
  - carie du tronc des feuillus, carie blanche du tronc du pommier, causée par Phellinus igniarius (faux amadouvier) ;
  - carie blanche madrée du cerisier, causée par Ganoderma applanatum ;
  - carie blanche madrée du pommier, causée par Ganoderma applanatum ;
  - carie brune madrée du pommier, causée par Pholiota adiposa ou Pholiota squarrosa;
  - carie de la tige du framboisier, causée par Trametes versicolor ;
  - carie de l'épicéa, causée par Bjerkandera adusta ;
  - carie rouge du sapin, causée par Stereum sanguinolentum ;

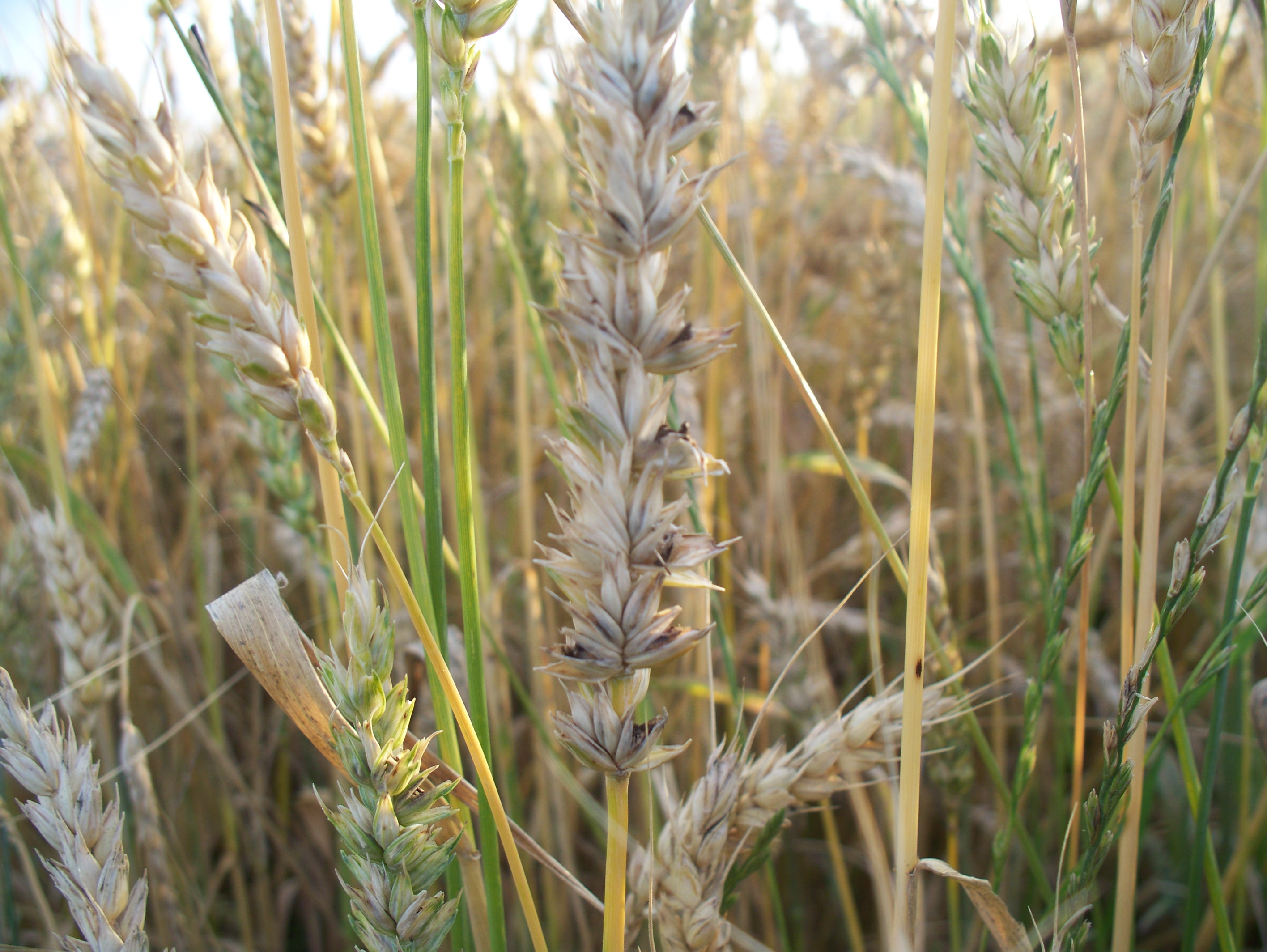
Carie du blé
(Tilletia caries).

- les caries des épis de céréales, dues à des espèces du genre Tilletia :
  - carie du blé (en), carie du blé, ou carie lisse du blé, ou carie commune du blé, ou TCK (Tilletia controversa Kühn[1]), causée par Tilletia foetida ou Tilletia caries ;
  - carie de Karnal, causée par Tilletia indica ;
  - carie de l'orge, causée par Tilletia pancicii ;
  - carie double ou carie ordinaire du blé, causée par Tilletia tritici ;
  - carie du seigle, causée par Tilletia secalis ;
  - carie naine du blé, causée par Tilletia controversa ;
  - carie naine du seigle, causée par Tilletia controversa ;